# Riaza
Riaza er en by og kommune i det centrale Spanien i provinsen Segovia. Den har et indbyggertal på 2.144 (2024) indbyggere.